# Silberoxid-Zink-Batterie

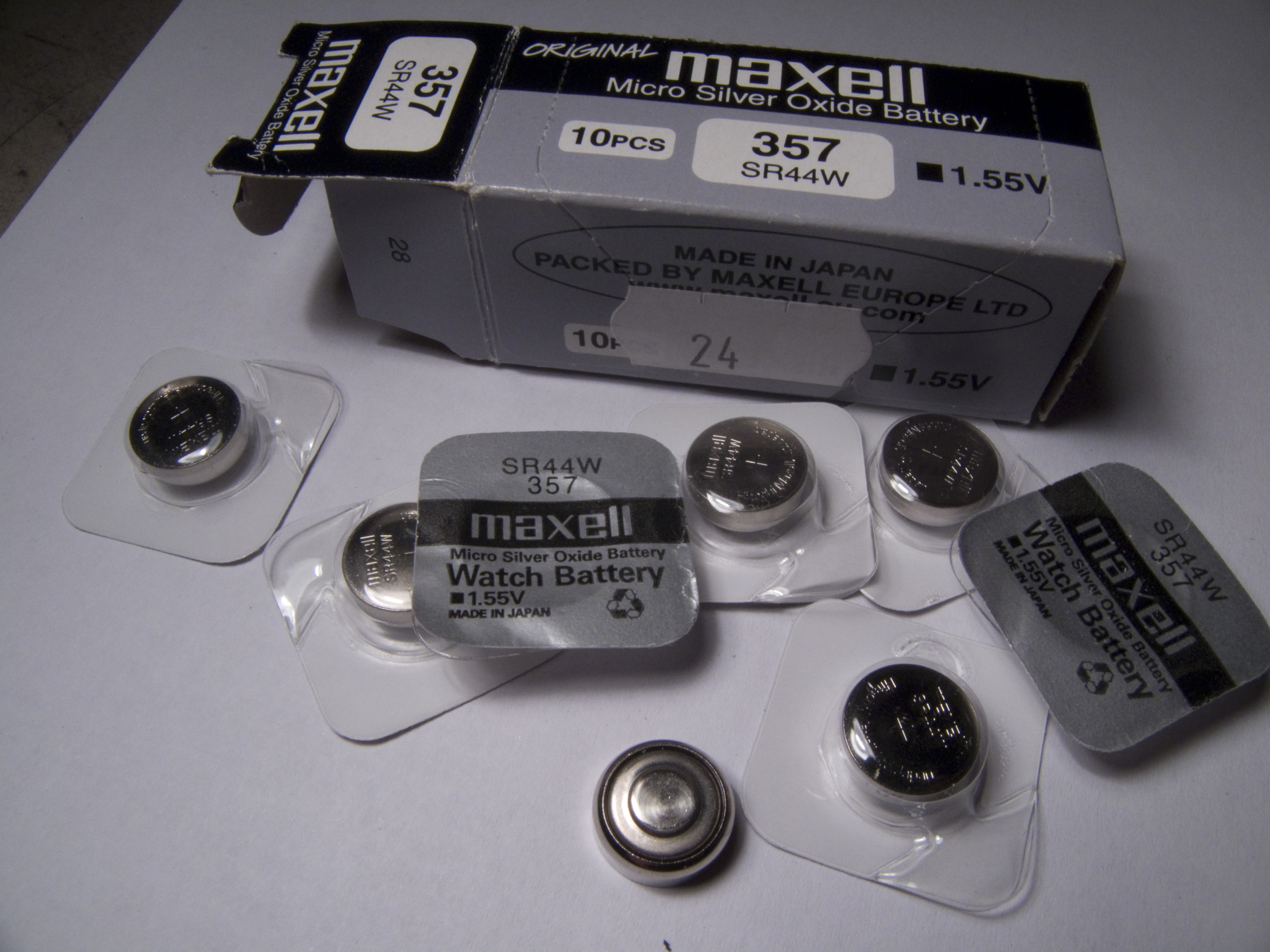
Silberoxid-Zink-Knopfzellen

Silberoxid-Zink-Zellen (verkürzt: „Silberoxid-Zellen“) sind Primärzellen. Sie sind vor allem in Form von Knopfzellen im Handel und tragen dann die IEC-Bezeichnung „SR“.
Der Minuspol einer Silberoxid-Zink-Zelle besteht aus Zinkpulver, das im Verlauf der Entladung oxidiert wird. Der Pluspol besteht aus Silber(I)-oxid, das beim Entladen zu elementarem Silber reduziert wird. Als Elektrolyt kommt verdünnte Kalilauge oder Natronlauge zum Einsatz. Die Nennspannung einer solchen Zelle beträgt etwa 1,55 V. Neben Zinkhydroxid bildet sich durch Reaktion mit dem Elektrolyten außerdem Kaliumzinkat K2[Zn(OH)4].
Herkömmliche Silberoxid-Zink-Zellen lassen sich, unter Missachtung der Herstellerspezifikationen, welche eine Aufladung ausschließt, einige wenige Mal aufladen. Es gibt aber auch dezidiert wiederaufladbare Silber-Zink-Batterien mit einer Zyklenanzahl von über 100 und mit einer je nach Zellgröße verschiedenen Energiedichte von 338 Wh/l bzw. 272 Wh/l.

## Chemische Prozesse
Vereinfacht laufen bei der Entladung folgende Reaktionen ab:
- Reduktion: {\displaystyle \mathrm {Ag_{2}O+H_{2}O+2e^{\operatorname {-} }\longrightarrow \,2Ag+2OH^{\operatorname {-} }} }
- Oxidation: {\displaystyle \mathrm {Zn\longrightarrow \,Zn^{2\operatorname {+} }+2e^{\operatorname {-} }} }
- Redox: {\displaystyle \mathrm {2Ag^{\operatorname {+} }+Zn\longrightarrow \,2Ag+Zn^{2\operatorname {+} }} }
- Gesamt: {\displaystyle \mathrm {Ag_{2}O+H_{2}O+Zn\longrightarrow \,2Ag+Zn(OH)_{2}} }